# شهرستان براوارد (فلوریدا)
شهرستان برووارد، فلوریدا (به انگلیسی: Broward County) یکی از شهرستان‌های فلوریدا است که در ایالات متحده آمریکا واقع شده‌است.

## خصوصیات
شهرستان برووارد، فلوریدا ۳٬۴۲۶٫۵۷ کیلومتر مربع مساحت دارد.